# Opunte

Mapa de la zona de Grecia central donde se ubican algunas de las principales ciudades de la antigua Lócride. Opunte se ubicaba en la parte oriental.

Opunte (griego antiguo Ὀποῦς, en poesía, Ὀπόεις, en latín Opus, españolizado a partir del genitivo singular Ὀποῦντος) fue una antigua ciudad griega, capital de la región de la Lócrida Opuntia. Estaba a unos 3 km del Golfo Opuntio.

## Situación y poblamiento
El geógrafo griego Estrabon distingue la Lócrida oriental y la Lócrida occidental, después diferencia a dos pueblos que habitaban en Lócrida oriental: los locrios opuntios, llamados así por la ciudad de Opunte, y los locrios epinecmidios, llamados así por el monte Cnemis. Estrabón sitúa Opunte a 15 estadios del mar, y al nordeste de Orcómeno. E indica que a sesenta estadios se hallaba Cino, su puerto, cabo que constituía el extremo del Golfo Opuntio Informa el geógrafo, además, que «Dafnunte, cuando la ciudad pertenecía a la región de Fócida, separaba Lócrida en dos partes, y se la situaba en medio, entre el Golfo Opuntio y la costa de los epinecmidios».
Las investigaciones arqueológicas oscilan entre dos lugares como localización de la antigua Opunte. Podría corresponderse con la moderna Atalanti, donde se ha hallado una necrópolis de la Edad del Hierro temprano así como fortificaciones del período helenístico e inscripciones que mencionan a Opunte o a los opuntios. Por otra parte, cerca de la localidad de Kiparissi, en una colina llamada Kastraki se han hallado muros que probablemente pertenecen al periodo helenístico y cerámica clásica y helenística y a 1 km de distancia de estos restos, donde hay una iglesia de Agios Ioannis, había un asentamiento donde se han hallado restos desde la Edad del Bronce hasta la época clásica.

## Mitología
En la Ilíada, Opunte es mencionada en el Catálogo de naves entre las ciudades de Lócrida, cuyas tropas se sometieron a la autoridad de Áyax el Menor durante la guerra de Troya. Era también la ciudad natal de Patroclo, compañero de Aquiles.
El poeta Píndaro afirma en uno de sus epinicios, en la Olímpica IX, que Deucalión y Pirra, «tras descender del Parnaso establecieron un primer asentamiento [en Opunte] y sin coyunda, fundaron una generación nacida de la piedra para formar pueblo con ellos, de ahí el nombre de “gentes” (Laoi)» Píndaro pone así de manifiesto el mito de los propios opuntios sobre su origen, que se remontaba a las piedras que Deucalión y Pirra lanzaron a tierra después del diluvio, naciendo de ellas seres humanos. Píndaro relaciona con una falsa etimología «piedras» y «gentes». Continúa el poeta diciendo que después de varias generaciones, Opo, rey de los epeos tuvo una hija, Protogenia, secuestrada por Zeus, que se acostó con ella. Después la dio al rey Locro por esposa. El hijo de Protogenia, se llamó como su abuelo materno, Opo, y este segundo Opo dio su nombre a Opunte y a los locrios opuntios, y abrió su reino a inmigrantes extranjeros procedentes de las regiones más ilustres de Grecia. Píndaro enlaza su versión de los orígenes de Opunte con la versión homérica, al mencionar que entre los colonos estaba Menecio, hijo de Áctor y padre de Patroclo, a quien Opo acoge. Estrabón sigue una tradición diferente, según la cual, Deucalión y Pirra no se establecieron en Opunte, sino en Cino, donde dice que estaba la tumba de ella, y la de él, en Atenas.

## Historia
Durante la época histórica era la capital de los locrios orientales, después llamados opuntios. Estrabón la describe por error como capital de los locrios epicnemidios, y Plinio el Viejo afirma lo mismo. Los locrios opuntios eran junto con los locrios epicnemidios, los locrios orientales o del Norte.
El historiador Heródoto menciona que los locrios opuntios, convencidos por los aliados griegos, acudieron en ayuda  de la flota griega con siete pentecónteros a la Batalla de Artemisio (480 a. C.), para combatir contra los persas. Los opuntios se unieron a Leónidas I en la Batalla de las Termópilas. Mardonio, en la formación de sus efectivos en la Batalla de Platea (479 a. C.), alineó a continuación de los sacas, a los locrios opuntios, entre otros aliados griegos, en el ala derecha de su ejército.
Más adelante, durante la Pentecontecia, en la que Atenas ejerció su predominio político sobre la Grecia central, los locrios opuntios fueron sometidos por los atenienses después de la batalla de Enofita (456 a. C.), que dio a Atenas el dominio de Beocia. Tucídides indica que tras la batalla, Opunte cayó en manos de los atenienses, quienes se llevaron a 100 rehenes de entre los más ricos.
Durante la guerra del Peloponeso, Tucídides refiere que piratas de Opunte amenazaban la isla de Eubea, entorpeciendo el comercio ateniense, y Atenas, como contramedida, fortificó la isla deshabitada de Atalanta, en la costa opuntia.
En la guerra entre Antígono I Monóftalmos y Casandro de Macedonia, Opunte se alió con este último y sufrió el asedio de Ptolomeo, general de Antígono.